# Morti nel 1918
| Questa pagina contiene informazioni ricavate automaticamente dalle voci biografiche con l'ausilio del template Bio e di un bot. L'aggiornamento è periodico e automatico e ricostruisce completamente la pagina. Se manca una persona in questa lista, sei pregato di non aggiungerla, ma accertati piuttosto che la sua voce biografica contenga il template Bio e che i dati anagrafici siano correttamente compilati. Se il template Bio manca, inseriscilo tu stesso o, in alternativa, metti l'avviso {{tmp\|Bio}} che ne segnala la mancanza. Se i dati riportati sono sbagliati, correggi direttamente la voce biografica; le modifiche saranno visibili in questa lista entro pochi giorni. Per chiarimenti vedi il progetto biografie. La lista contiene solo le 831 persone che sono citate nell'enciclopedia e per le quali è stato implementato correttamente il template Bio. Pagina aggiornata al 10 ago 2025. |

## Gennaio(55)
- 3 gennaio - Alexander-Jacques Chantron, pittore francese (n. 1842)
- 3 gennaio - Giovanni Di Stefano, geologo e paleontologo italiano (n. 1856)
- 4 gennaio - Carl Aarsleff, scultore danese (n. 1852)
- 5 gennaio - Lucien Lizé, generale francese (n. 1864)
- 6 gennaio - Georg Cantor, matematico tedesco (n. 1845)
- 6 gennaio - Émile Dusart, calciatore francese (n. 1896)
- 6 gennaio - Eugenio Garrone, militare italiano (n. 1888)
- 6 gennaio - Walter von Bülow-Bothkamp, militare e aviatore tedesco (n. 1894)
- 7 gennaio - Paul François Grossetti, generale francese (n. 1861)
- 7 gennaio - Julius Wellhausen, storico, orientalista e islamista tedesco (n. 1844)
- 8 gennaio - Johannes Pääsuke, fotografo, regista e direttore della fotografia estone (n. 1892)
- 9 gennaio - Charles-Émile Reynaud, inventore, regista e insegnante francese (n. 1844)
- 10 gennaio - Octave Gallian, pittore francese (n. 1855)
- 10 gennaio - Konstantin Jireček, storico ceco (n. 1854)
- 10 gennaio - August Oetker, farmacista e imprenditore tedesco (n. 1862)
- 10 gennaio - María Dolores Rodríguez Sopeña, religiosa spagnola (n. 1848)
- 11 gennaio - Hans Kummetz, militare e aviatore tedesco (n. 1890)
- 12 gennaio - Vito Fazzi, medico e politico italiano (n. 1851)
- 13 gennaio - Bidar Kadın, principessa (n. 1855)
- 13 gennaio - Fidel Fita, religioso, archeologo e filologo spagnolo (n. 1835)
- 14 gennaio - Alfonso Di Brocchetti, ammiraglio e politico italiano (n. 1844)
- 14 gennaio - Gian Luigi Zucchi, militare italiano (n. 1900)
- 16 gennaio - Ethel Sargant, botanica britannica (n. 1863)
- 18 gennaio - Amalie Materna, soprano e insegnante austriaca (n. 1844)
- 18 gennaio - Ugo Tommei, scrittore italiano (n. 1894)
- 19 gennaio - Arthur Batut, fotografo francese (n. 1846)
- 20 gennaio - Beauchamp Duff, generale britannico (n. 1855)
- 21 gennaio - Emil Jellinek, imprenditore e diplomatico austriaco (n. 1853)
- 22 gennaio - Franz Ritter Höfer von Feldsturm, generale austro-ungarico (n. 1861)
- 22 gennaio - Alfonso Meomartini, pubblicista, storico e politico italiano (n. 1841)
- 22 gennaio - Gustav Schreck, compositore e docente tedesco (n. 1848)
- 22 gennaio - John Wolfe Barry, ingegnere britannico (n. 1836)
- 24 gennaio - Luigi Bevilacqua, militare italiano (n. 1895)
- 24 gennaio - Charles-Moïse Briquet, imprenditore, storico e filantropo svizzero (n. 1839)
- 24 gennaio - Pietro Paolo Fusco, poeta e medico italiano (n. 1880)
- 26 gennaio - Giuseppe Crivelli Serbelloni, politico e nobile italiano (n. 1862)
- 26 gennaio - Richard Cutts Fairfield, militare statunitense (n. 1899)
- 26 gennaio - Ludwig Edinger, anatomista e neurologo tedesco (n. 1855)
- 26 gennaio - Jules Lachelier, filosofo francese (n. 1832)
- 26 gennaio - Franklin Ritchie, attore statunitense (n. 1865)
- 26 gennaio - Nikolaj Konstantinovič Romanov, nobile russo (n. 1850)
- 27 gennaio - William Greenwell, archeologo e numismatico britannico (n. 1820)
- 28 gennaio - Giovanni Antonio Aprosio, militare italiano (n. 1874)
- 28 gennaio - Julio Bavastro, calciatore e militare uruguaiano (n. 1894)
- 28 gennaio - John McCrae, poeta, medico e militare canadese (n. 1872)
- 28 gennaio - Michele Papandrea, politico e militare italiano (n. 1881)
- 28 gennaio - Alberto Pascal, matematico italiano (n. 1894)
- 28 gennaio - Egidio Rovelli, calciatore italiano (n. 1894)
- 28 gennaio - Roberto Sarfatti, militare italiano (n. 1900)
- 30 gennaio - Scipione Simoni, pittore italiano (n. 1853)
- 31 gennaio - Léon Houa, ciclista su strada e pilota automobilistico belga (n. 1867)
- 31 gennaio - Eugenio Niccolai, militare italiano (n. 1895)
- 31 gennaio - Alfred de Rothschild, banchiere, collezionista d'arte e filantropo britannico (n. 1842)
- 31 gennaio - Bernhard Tollens, chimico tedesco (n. 1841)
- 31 gennaio - Blanche Wyndham, nobildonna inglese (n. 1827)

## Febbraio(51)
- 1º febbraio - Leonilla Ivanovna Barjatinskaja, nobildonna russa (n. 1816)
- 1º febbraio - Joseph Kaufman, attore e regista statunitense (n. 1882)
- 2 febbraio - Paolo D'Oncieu de la Bâtie, militare e politico italiano (n. 1829)
- 2 febbraio - Alphonse Lévy, pittore e illustratore francese (n. 1843)
- 2 febbraio - Oreste Salomone, aviatore e militare italiano (n. 1879)
- 2 febbraio - John L. Sullivan, pugile statunitense (n. 1858)
- 2 febbraio - Leone Viale, politico italiano (n. 1851)
- 3 febbraio - Mariano d'Ayala Godoy, militare e aviatore italiano (n. 1896)
- 5 febbraio - Costanzo Chauvet, giornalista italiano (n. 1844)
- 6 febbraio - Charles Edward Faxon, illustratore e botanico statunitense (n. 1846)
- 6 febbraio - Enrico Golisciani, librettista italiano (n. 1848)
- 6 febbraio - Gustav Klimt, pittore austriaco (n. 1862)
- 7 febbraio - Remigio Bartalini, politico e avvocato italiano (n. 1839)
- 7 febbraio - Aleksandr Sergeevič Taneev, nobile, politico e compositore russo (n. 1850)
- 7 febbraio - Vladimiro, religioso e santo russo (n. 1848)
- 8 febbraio - Louis Renault, giurista francese (n. 1843)
- 10 febbraio - Abdul Hamid II, sultano ottomano (n. 1842)
- 10 febbraio - Wilhelm List, pittore e incisore austriaco (n. 1864)
- 10 febbraio - Tullio Martello, economista e patriota italiano (n. 1841)
- 10 febbraio - Ernesto Teodoro Moneta, giornalista e patriota italiano (n. 1833)
- 10 febbraio - Angelo Olivieri, marinaio italiano (n. 1878)
- 10 febbraio - Maurice Vaucaire, drammaturgo e romanziere francese (n. 1863)
- 11 febbraio - Taitù Batùl, imperatrice etiope
- 11 febbraio - Neville Elliott-Cooper, militare britannico (n. 1889)
- 11 febbraio - Felice Franzi, imprenditore italiano (n. 1841)
- 11 febbraio - Francesco Gerloni, militare, scrittore e allevatore italiano (n. 1835)
- 11 febbraio - Aleksej Maksimovič Kaledin, generale russo (n. 1861)
- 11 febbraio - Domenico Pesenti, pittore e antiquario italiano (n. 1843)
- 12 febbraio - Bruto Bruti, generale italiano (n. 1835)
- 14 febbraio - Cecil Spring Rice, diplomatico britannico (n. 1859)
- 15 febbraio - Vernon Castle, ballerino inglese (n. 1887)
- 16 febbraio - Giovanni Facheris, avvocato e politico italiano (n. 1848)
- 16 febbraio - Károly Khuen-Héderváry, politico ungherese (n. 1849)
- 16 febbraio - Enrique Serra Auqué, pittore spagnolo (n. 1858)
- 17 febbraio - Milan Neralić, schermidore croato (n. 1875)
- 18 febbraio - Carlo Ridolfi, agronomo, politico e sociologo italiano (n. 1858)
- 19 febbraio - Grace Cadell, medico scozzese (n. 1855)
- 19 febbraio - Antonio Dal Zotto, scultore italiano (n. 1841)
- 20 febbraio - Paolo Soprani, imprenditore italiano (n. 1844)
- 22 febbraio - William Favre, politico e mecenate svizzero (n. 1843)
- 22 febbraio - Terry McGovern, pugile statunitense (n. 1880)
- 23 febbraio - Adolfo Federico VI di Meclemburgo-Strelitz, nobile (n. 1882)
- 23 febbraio - Thomas Brassey, I conte Brassey, politico inglese (n. 1836)
- 23 febbraio - Sophie Menter, pianista e compositrice tedesca (n. 1846)
- 23 febbraio - Noman Çelebicihan, politico, avvocato e scrittore ucraino (n. 1885)
- 24 febbraio - Stefano Hidalgo, generale italiano (n. 1848)
- 26 febbraio - Pietro Blaserna, fisico e politico italiano (n. 1836)
- 26 febbraio - Giuseppe Ghislanzoni, aviatore italiano (n. 1897)
- 27 febbraio - Johann Frint, aviatore austro-ungarico (n. 1885)
- 27 febbraio - Vasilij Il'ič Safonov, pianista, compositore e direttore d'orchestra russo (n. 1852)
- 28 febbraio - Guglielmo Talamini, pittore italiano (n. 1867)

## Marzo(59)
- 1º marzo - Jacob H. Smith, generale statunitense (n. 1840)
- 2 marzo - Giovanna Meneghini, religiosa e educatrice italiana (n. 1868)
- 2 marzo - Vito Domenico Palumbo, poeta e grecista italiano (n. 1854)
- 2 marzo - Mirko del Montenegro, principe montenegrino (n. 1879)
- 3 marzo - Nestore Caggiano, compositore e oboista italiano (n. 1888)
- 3 marzo - Shimun XIX Benyamin, vescovo cristiano orientale siro (n. 1885)
- 5 marzo - Emma Perodi, giornalista e scrittrice italiana (n. 1850)
- 5 marzo - Abdón Porte, calciatore uruguaiano (n. 1893)
- 5 marzo - Fritz Schulz, calciatore tedesco (n. 1886)
- 5 marzo - Domenico Serafini, cardinale e arcivescovo cattolico italiano (n. 1852)
- 5 marzo - Giovanni Tabacchi, militare e politico italiano (n. 1838)
- 6 marzo - Placide Astier, politico e scienziato francese (n. 1856)
- 6 marzo - Angelo Muratori, patriota, politico e avvocato italiano (n. 1843)
- 7 marzo - Raniero Gigliarelli, medico italiano (n. 1850)
- 7 marzo - Clopton Lloyd-Jones, crickettista e calciatore britannico (n. 1858)
- 7 marzo - Alexander Tahy, aviatore austro-ungarico (n. 1896)
- 9 marzo - George von Lengerke Meyer, politico statunitense (n. 1858)
- 9 marzo - Frank Wedekind, drammaturgo, attore teatrale e poeta tedesco (n. 1864)
- 10 marzo - Hans-Joachim Buddecke, aviatore tedesco (n. 1890)
- 10 marzo - Jacopo Vittorelli, prefetto e politico italiano (n. 1851)
- 10 marzo - Ernest Wild, navigatore e esploratore britannico (n. 1879)
- 11 marzo - Merry Delabost, medico e inventore francese (n. 1836)
- 12 marzo - Andrea Bafile, militare italiano (n. 1878)
- 12 marzo - Luigi Gaetano Gullì, pianista e compositore italiano (n. 1859)
- 12 marzo - Antonio Manno, imprenditore, politico e storico italiano (n. 1834)
- 12 marzo - Elizabeth Wolstenholme, attivista, saggista e poetessa britannica (n. 1833)
- 13 marzo - Silvio Canevazzi, ingegnere italiano (n. 1852)
- 13 marzo - Cezar' Antonovič Kjui, compositore, critico musicale e ingegnere militare russo (n. 1835)
- 13 marzo - Virginia Marini, attrice italiana (n. 1844)
- 14 marzo - Attilio Imolesi, militare e aviatore italiano (n. 1890)
- 14 marzo - Carlo Lanza, militare, diplomatico e politico italiano (n. 1837)
- 14 marzo - Gennaro Rubino, anarchico italiano (n. 1859)
- 14 marzo - Luigi Savignoni, archeologo italiano (n. 1864)
- 14 marzo - Giuseppe Wulz, fotografo italiano (n. 1843)
- 15 marzo - Lili Boulanger, compositrice francese (n. 1893)
- 15 marzo - Adolf Ritter von Tutschek, militare e aviatore tedesco (n. 1891)
- 16 marzo - Karl Brand, scrittore, poeta e giornalista ceco (n. 1895)
- 16 marzo - José Joaquim Teixeira Lopes, scultore e ceramista portoghese (n. 1837)
- 17 marzo - Henry Scott Holland, teologo e scrittore britannico (n. 1847)
- 17 marzo - Emilio Maria Miniati, arcivescovo cattolico italiano (n. 1839)
- 18 marzo - Édouard Caspari, astronomo e ingegnere navale francese (n. 1840)
- 18 marzo - Michele Chiesa, imprenditore, banchiere e politico italiano (n. 1831)
- 18 marzo - Joseph Deniker, naturalista e antropologo francese (n. 1852)
- 18 marzo - Tadeusz Korzon, storico polacco (n. 1839)
- 18 marzo - Eudoxe-Irénée-Edouard Mignot, arcivescovo cattolico francese (n. 1842)
- 21 marzo - Edmund De Wind, militare britannico (n. 1883)
- 21 marzo - Ernst Strohschneider, aviatore austro-ungarico (n. 1886)
- 23 marzo - Paul Laband, giurista tedesco (n. 1838)
- 23 marzo - Barry O'Neil, regista e sceneggiatore statunitense (n. 1865)
- 24 marzo - Bernardo Arnaboldi Gazzaniga, politico italiano (n. 1847)
- 24 marzo - Savva Ivanovič Mamontov, imprenditore e mecenate russo (n. 1841)
- 24 marzo - Władysław Ślewiński, pittore polacco (n. 1856)
- 25 marzo - Claude Debussy, compositore e pianista francese (n. 1862)
- 26 marzo - Georgij Dmitrievič Šervašidze, politico russo (n. 1847)
- 27 marzo - Henry Brooks Adams, scrittore e storico statunitense (n. 1838)
- 27 marzo - Martin Sheridan, discobolo, pesista e lunghista statunitense (n. 1881)
- 28 marzo - Otis Turner, regista, sceneggiatore e produttore cinematografico statunitense (n. 1862)
- 29 marzo - Alfred Gaselee, generale britannico (n. 1844)
- 31 marzo - Theophil Noack, zoologo e insegnante tedesco (n. 1840)

## Aprile(58)
- 1º aprile - Paul von Rennenkampf, generale russo (n. 1854)
- 1º aprile - Isaac Rosenberg, poeta, pittore e militare inglese (n. 1890)
- 3 aprile - Augusto Corelli, pittore italiano (n. 1853)
- 3 aprile - Charley Mitchell, pugile britannico (n. 1861)
- 4 aprile - Gustave Cabaret, arciere francese (n. 1866)
- 4 aprile - Hermann Cohen, filosofo tedesco (n. 1842)
- 4 aprile - Kurt Gruber, aviatore austro-ungarico (n. 1896)
- 5 aprile - Ambrogio Campiglio, ingegnere italiano (n. 1842)
- 5 aprile - George Tupou II, sovrano tongano (n. 1874)
- 5 aprile - Paul Vidal de la Blache, geografo francese (n. 1845)
- 6 aprile - Minni Boh, scrittrice tedesca (n. 1858)
- 6 aprile - Paolo Carcano, politico italiano (n. 1843)
- 8 aprile - Dario Querci, pittore italiano (n. 1831)
- 9 aprile - Niko Pirosmani, pittore georgiano (n. 1862)
- 10 aprile - Walter Göttsch, militare e aviatore tedesco (n. 1896)
- 11 aprile - Giuseppe De Martino, attore italiano (n. 1854)
- 11 aprile - William McDonald, politico statunitense (n. 1858)
- 11 aprile - Otto Wagner, architetto e urbanista austriaco (n. 1841)
- 12 aprile - Isabella Charlet-Straton, alpinista britannica (n. 1838)
- 13 aprile - David Ffrangcon-Davies, baritono gallese (n. 1855)
- 13 aprile - Lavr Georgievič Kornilov, generale russo (n. 1870)
- 13 aprile - Saverio Partinico, scultore italiano (n. 1859)
- 14 aprile - Paolo Pizzetti, geodeta, astronomo e geofisico italiano (n. 1860)
- 15 aprile - Aureliano Blanquet, generale e politico messicano (n. 1848)
- 15 aprile - Nino Ciccione, calciatore e militare italiano (n. 1893)
- 16 aprile - Emanuele Ponzio, militare e marinaio italiano (n. 1877)
- 17 aprile - Bolo Pascià, nobile, imprenditore e faccendiere francese (n. 1867)
- 17 aprile - Ronald Sanderson, canottiere britannico (n. 1876)
- 17 aprile - Friedrich Karl Johannes Thiele, chimico tedesco (n. 1865)
- 18 aprile - Emilio Pensuti, aviatore italiano (n. 1890)
- 18 aprile - Giulio Tadolini, scultore italiano (n. 1849)
- 20 aprile - Carl Ferdinand Braun, fisico tedesco (n. 1850)
- 20 aprile - Alexander Girardi, tenore austriaco (n. 1850)
- 20 aprile - Nadežda Prokof'evna Suslova, medico russo (n. 1843)
- 21 aprile - Armengol Coll y Armengol, vescovo cattolico spagnolo (n. 1859)
- 21 aprile - Federico II di Anhalt, duca (n. 1856)
- 21 aprile - Manfred von Richthofen, aviatore e ufficiale tedesco (n. 1892)
- 22 aprile - Walter Chaffe, tiratore di fune britannico (n. 1870)
- 22 aprile - Francesco Ingrao, politico italiano (n. 1843)
- 22 aprile - Antonio Pini-Corsi, baritono italiano
- 23 aprile - Enrico Gadda, aviatore e militare italiano (n. 1896)
- 24 aprile - Evno Fišelevič Azef, agente segreto russo (n. 1869)
- 27 aprile - Jacques Duchesne, generale francese (n. 1837)
- 27 aprile - Giuseppina Raimondi, italiana (n. 1841)
- 27 aprile - Oskar Troplowitz, imprenditore e farmacologo tedesco (n. 1863)
- 28 aprile - Paul Gautsch von Frankenthurn, politico e nobile austriaco (n. 1851)
- 28 aprile - Gavrilo Princip, patriota bosniaco (n. 1894)
- 28 aprile - Frank Shuman, ingegnere statunitense (n. 1862)
- 29 aprile - Giuseppe Brambilla, ciclista su strada italiano (n. 1888)
- 29 aprile - Saverio De Bellis, imprenditore italiano (n. 1833)
- 29 aprile - Stefano Gatti-Casazza, imprenditore, militare e politico italiano (n. 1840)
- 29 aprile - Guilherme de Santa-Rita, pittore portoghese (n. 1889)
- 29 aprile - Barbu Ștefănescu Delavrancea, scrittore rumeno (n. 1858)
- 30 aprile - Paolo Beccadelli di Bologna, nobile e politico italiano (n. 1852)
- 30 aprile - Amilcare Cipriani, patriota e anarchico italiano (n. 1844)
- 30 aprile - Charles Douglas-Home, XII conte di Home, nobile scozzese (n. 1834)
- 30 aprile - Joseph Doutrelepont, chirurgo e dermatologo tedesco (n. 1834)
- 30 aprile - Mary Maurice, attrice statunitense (n. 1844)

## Maggio(65)
- 1º maggio - Grove Karl Gilbert, geologo statunitense (n. 1843)
- 1º maggio - Ernesto Monaci, filologo italiano (n. 1844)
- 1º maggio - Feliciano Novelli, patriota italiano (n. 1833)
- 2 maggio - Emilio Bozzano, compositore e organista italiano (n. 1840)
- 2 maggio - Federico Fenu, militare e dirigibilista italiano (n. 1891)
- 2 maggio - Ernie Parker, tennista e crickettista australiano (n. 1883)
- 2 maggio - Hans Weiss, militare e aviatore tedesco (n. 1892)
- 3 maggio - Omer Demeuldre, militare e aviatore francese (n. 1892)
- 3 maggio - Maria Anna di Sassonia-Altenburg, principessa tedesca (n. 1864)
- 4 maggio - Karl Patzelt, aviatore austro-ungarico (n. 1893)
- 5 maggio - Giovanni Nicelli, militare e aviatore italiano (n. 1893)
- 5 maggio - Georges Ohnet, letterato e scrittore francese (n. 1848)
- 6 maggio - Jean Chaput, militare e aviatore francese (n. 1893)
- 8 maggio - Russell Bassett, attore statunitense (n. 1845)
- 8 maggio - Simon Hollósy, pittore ungherese (n. 1857)
- 8 maggio - David Pinsent, filosofo britannico (n. 1891)
- 9 maggio - George Coșbuc, scrittore romeno (n. 1866)
- 11 maggio - Kurt Nachod, aviatore austro-ungarico (n. 1890)
- 11 maggio - Antonio Pujia, presbitero, teologo e storico italiano (n. 1850)
- 11 maggio - Italo Selvelli, compositore, pianista e direttore d'orchestra italiano (n. 1863)
- 12 maggio - Ottokar Chiari, medico austro-ungarico (n. 1853)
- 12 maggio - Vasilij Vasil'evič Radlov, storico russo (n. 1837)
- 14 maggio - James Gordon Bennett Jr., imprenditore statunitense (n. 1841)
- 14 maggio - Lucretia Garfield, first lady statunitense (n. 1832)
- 14 maggio - Wilhelm Launhardt, economista e matematico tedesco (n. 1832)
- 14 maggio - Henry Percy, VII duca di Northumberland, funzionario britannico (n. 1846)
- 15 maggio - Adolf Baginsky, pediatra tedesco (n. 1843)
- 15 maggio - Hannah Maynard, fotografa canadese (n. 1834)
- 15 maggio - Joaquim Pimenta de Castro, politico portoghese (n. 1836)
- 16 maggio - Eugène Gilbert, aviatore francese (n. 1889)
- 16 maggio - Eusapia Palladino, italiana (n. 1854)
- 17 maggio - Arno Bieberstein, nuotatore tedesco (n. 1883)
- 17 maggio - Franz Gräser, aviatore austro-ungarico (n. 1892)
- 17 maggio - Renzo Manzoni, esploratore italiano (n. 1852)
- 17 maggio - Richard Mohr, schermidore francese (n. 1879)
- 18 maggio - Blandina del Sacro Cuore, religiosa tedesca (n. 1883)
- 18 maggio - Toivo Kuula, compositore e direttore d'orchestra finlandese (n. 1883)
- 18 maggio - Louis Leitz, inventore e designer tedesco (n. 1846)
- 19 maggio - George Bent, militare nativo americano (n. 1843)
- 19 maggio - S. Rankin Drew, attore, regista e sceneggiatore statunitense (n. 1891)
- 19 maggio - Antoine Guillemet, pittore francese (n. 1841)
- 19 maggio - Ferdinand Hodler, pittore svizzero (n. 1853)
- 19 maggio - Raoul Lufbery, militare e aviatore francese (n. 1885)
- 20 maggio - Fedele Caretti, militare italiano (n. 1892)
- 20 maggio - Antonio Ceruti, archivista, storico e presbitero italiano (n. 1830)
- 20 maggio - Guido Vitale, diplomatico, linguista e sinologo italiano (n. 1872)
- 21 maggio - Franco Scarioni, calciatore, arbitro di calcio e dirigente sportivo italiano (n. 1884)
- 22 maggio - Lazzaro Donati, banchiere italiano (n. 1873)
- 22 maggio - Charles James Mott, baritono inglese (n. 1880)
- 22 maggio - Minot Judson Savage, pastore protestante e saggista statunitense (n. 1841)
- 22 maggio - Friedrich Seitz, compositore, violinista e insegnante tedesco (n. 1848)
- 23 maggio - Antonio Cominotti, militare e aviatore italiano (n. 1893)
- 23 maggio - Maxime Maufra, pittore, incisore e litografo francese (n. 1861)
- 24 maggio - Josef Kiss, aviatore austro-ungarico (n. 1896)
- 24 maggio - Harriet Löwenhjelm, poetessa e pittrice svedese (n. 1887)
- 26 maggio - Luigi Arcioni, architetto italiano (n. 1841)
- 26 maggio - Carlo Forlanini, medico e inventore italiano (n. 1847)
- 26 maggio - Leopoldo Pellas, militare italiano (n. 1897)
- 27 maggio - Lillian Watson, tennista britannica (n. 1857)
- 28 maggio - Gustav von Kessel, generale prussiano (n. 1846)
- 30 maggio - Georgij Valentinovič Plechanov, filosofo, politologo e critico letterario russo (n. 1856)
- 30 maggio - Frederick Trump, imprenditore tedesco (n. 1869)
- 31 maggio - Alexander Mitscherlich, chimico tedesco (n. 1836)
- 31 maggio - Benedetto Scillamà, politico e magistrato italiano (n. 1845)
- 31 maggio - Helene von Druskowitz, filosofa, scrittrice e critica musicale austriaca (n. 1856)

## Giugno(76)
- 1º giugno - William Jameson Cairnes, militare e aviatore canadese (n. 1896)
- 3 giugno - Richard von Bienerth-Schmerling, politico austriaco (n. 1863)
- 3 giugno - Xavier Moissinac, militare e aviatore francese (n. 1896)
- 4 giugno - Charles W. Fairbanks, politico statunitense (n. 1852)
- 4 giugno - Aristizza Romanescu, attrice teatrale rumena (n. 1854)
- 6 giugno - Juan Sala, pittore spagnolo (n. 1869)
- 7 giugno - Edmund Lesser, dermatologo tedesco (n. 1852)
- 8 giugno - Juan Breva, chitarrista e compositore spagnolo (n. 1844)
- 9 giugno - Anna Grigor'evna Dostoevskaja, russa (n. 1846)
- 10 giugno - Arrigo Boito, letterato, librettista e compositore italiano (n. 1842)
- 10 giugno - Richard Voss, scrittore tedesco (n. 1851)
- 12 giugno - Anna di Prussia, principessa prussiana (n. 1836)
- 12 giugno - Michail Aleksandrovič Romanov, nobile russo (n. 1878)
- 13 giugno - William Cowper, attore inglese (n. 1853)
- 15 giugno - Annibale Caretta, militare italiano (n. 1877)
- 15 giugno - Luigi Coralli, militare italiano (n. 1880)
- 15 giugno - Edgardo Cortese, militare italiano (n. 1897)
- 15 giugno - Antonio Gorini, militare e calciatore italiano (n. 1896)
- 15 giugno - Carlo Guadagni, militare italiano (n. 1878)
- 15 giugno - Giovanni Lipella, militare italiano (n. 1899)
- 15 giugno - Enzo Petraccone, scrittore e giornalista italiano (n. 1890)
- 15 giugno - Pantaleone Rapino, militare italiano (n. 1889)
- 15 giugno - Ottorino Tombolan Fava, militare italiano (n. 1895)
- 16 giugno - Tito Acerbo, militare italiano (n. 1890)
- 16 giugno - Federico Capone, imprenditore, scienziato e politico italiano (n. 1849)
- 16 giugno - Attilio Deffenu, giornalista italiano (n. 1890)
- 16 giugno - Eligio Porcu, militare italiano (n. 1894)
- 17 giugno - Mario Fiore, militare italiano (n. 1886)
- 17 giugno - Francesco Mignone, militare italiano (n. 1884)
- 18 giugno - Giovanni Bocchieri, militare italiano (n. 1894)
- 18 giugno - Costantino Crosa, militare italiano (n. 1889)
- 18 giugno - Ivo Lollini, militare italiano (n. 1897)
- 18 giugno - Giuseppe Paggi, militare italiano (n. 1890)
- 18 giugno - Ernesto Paselli, militare italiano (n. 1875)
- 18 giugno - Camillo Sommariva, aviatore italiano (n. 1893)
- 18 giugno - Cesare Tuccimei, ingegnere italiano (n. 1849)
- 19 giugno - Guido Alessi, militare italiano (n. 1890)
- 19 giugno - Francesco Baracca, aviatore italiano (n. 1888)
- 19 giugno - Emilio Bongioanni, militare italiano (n. 1898)
- 19 giugno - Julián Juderías, storico, sociologo e giornalista spagnolo (n. 1877)
- 19 giugno - Giuseppe Mancino, militare italiano (n. 1888)
- 19 giugno - Soccorso Saloni, militare italiano (n. 1895)
- 19 giugno - Attilio Verdirosi, militare italiano (n. 1873)
- 20 giugno - Maurilio Bossi, militare italiano (n. 1897)
- 20 giugno - Icilio Guareschi, chimico e storico italiano (n. 1847)
- 20 giugno - Luigi Lama, militare italiano (n. 1891)
- 20 giugno - Umberto Sacco, militare italiano (n. 1898)
- 20 giugno - Sape Talma, medico olandese (n. 1847)
- 21 giugno - Edward Józef Abramowski, sociologo e psicologo polacco (n. 1868)
- 21 giugno - Bedřich Havlena, militare e patriota cecoslovacco (n. 1888)
- 22 giugno - Ernesto Di Broglio, politico italiano (n. 1840)
- 22 giugno - Marie-Antoinette de Geuser, mistica francese (n. 1889)
- 22 giugno - John Joseph Keane, arcivescovo cattolico irlandese (n. 1839)
- 23 giugno - Secondo Achino, generale italiano (n. 1862)
- 23 giugno - Harry Jefferson, velista britannico (n. 1849)
- 23 giugno - Carlo Moscatelli di Castelvetere, politico e nobile italiano (n. 1843)
- 24 giugno - Julius Kollmann, antropologo, anatomista e zoologo tedesco (n. 1834)
- 24 giugno - Ciro Scianna, militare italiano (n. 1891)
- 24 giugno - Frederick Pearson Treadwell, chimico statunitense (n. 1857)
- 25 giugno - Jake Beckley, giocatore di baseball statunitense (n. 1867)
- 25 giugno - Nikolaus Dürkopp, imprenditore tedesco (n. 1842)
- 25 giugno - Carlo Gardan, militare italiano (n. 1893)
- 25 giugno - Enea Guarneri, militare italiano (n. 1894)
- 26 giugno - Hermann Essig, scrittore tedesco (n. 1878)
- 26 giugno - Peter Rosegger, poeta e scrittore austriaco (n. 1843)
- 26 giugno - Mario Rossani, militare italiano (n. 1890)
- 27 giugno - Kirion II, monaco cristiano e arcivescovo ortodosso georgiano (n. 1855)
- 27 giugno - Joséphin Péladan, scrittore, pittore e esoterista francese (n. 1858)
- 28 giugno - Albert Henry Munsell, pittore e inventore statunitense (n. 1858)
- 29 giugno - Roberto Cozzi, militare italiano (n. 1893)
- 29 giugno - Angelo Maria Ettinger, abate lussemburghese (n. 1867)
- 29 giugno - John Fullerton, ammiraglio inglese (n. 1840)
- 29 giugno - Adrien Lachenal, politico svizzero (n. 1849)
- 29 giugno - Pilotell, disegnatore francese (n. 1845)
- 29 giugno - İbrahim Hakkı Pascha, politico e ambasciatore ottomano (n. 1862)
- 30 giugno - Jacques Drake del Castillo, imprenditore e politico francese (n. 1855)

## Luglio(74)
- 2 luglio - Domenico Palazzotto, militare italiano (n. 1894)
- 3 luglio - Mehmet V, sultano e califfo ottomano (n. 1844)
- 3 luglio - Wilhelm Reinhard, aviatore tedesco (n. 1891)
- 4 luglio - Sebastiano Martinelli, cardinale italiano (n. 1848)
- 4 luglio - Walter Stradling, direttore della fotografia inglese (n. 1875)
- 4 luglio - Charles Wolf, astronomo francese (n. 1827)
- 6 luglio - Pacifico Arcangeli, presbitero e militare italiano (n. 1888)
- 6 luglio - Balthasar Kaltner, arcivescovo cattolico austriaco (n. 1844)
- 6 luglio - Wilhelm von Mirbach, ambasciatore e nobile austriaco (n. 1871)
- 6 luglio - John Purroy Mitchell, politico statunitense (n. 1879)
- 7 luglio - Gian Felice Gino, aviatore italiano (n. 1883)
- 7 luglio - George Mary Searle, astronomo statunitense (n. 1839)
- 8 luglio - Arthur Claydon, militare e aviatore britannico (n. 1885)
- 8 luglio - Umberto Fadini, generale italiano (n. 1862)
- 8 luglio - Eusebi Güell, imprenditore e politico spagnolo (n. 1846)
- 9 luglio - James McCudden, aviatore britannico (n. 1895)
- 10 luglio - Vasilij Aleksandrovič Dolgorukov, militare e principe russo (n. 1868)
- 10 luglio - Henri Rieunier, militare e politico francese (n. 1833)
- 10 luglio - György Sztantics, marciatore ungherese (n. 1878)
- 10 luglio - Gustave Vié, vescovo cattolico francese (n. 1849)
- 11 luglio - Abbas Səhhət, poeta, drammaturgo e traduttore azero (n. 1874)
- 12 luglio - Luigi Molinari, avvocato, anarchico e pubblicista italiano (n. 1866)
- 12 luglio - Karl Urban, aviatore austro-ungarico (n. 1894)
- 13 luglio - Karl Wilhelm Lorenz, astronomo e matematico tedesco (n. 1886)
- 14 luglio - Lothar Kempter, compositore e direttore d'orchestra svizzero (n. 1844)
- 14 luglio - Quentin Roosevelt, ufficiale statunitense (n. 1897)
- 15 luglio - Friedrich Friedrichs, aviatore e militare tedesco (n. 1895)
- 16 luglio - Giuseppe Capecci, vescovo cattolico italiano (n. 1838)
- 16 luglio - Robert Fischer, calciatore svizzero (n. 1894)
- 16 luglio - Hans Kirschstein, militare e aviatore tedesco (n. 1896)
- 16 luglio - Awdry Vaucour, aviatore inglese (n. 1890)
- 17 luglio - Clarence Bicknell, esperantista, matematico e religioso britannico (n. 1842)
- 17 luglio - Evgenij Botkin, medico russo (n. 1865)
- 17 luglio - Ivan Michajlovič Charitonov, cuoco e santo russo (n. 1870)
- 17 luglio - Anna Demidova, insegnante russa (n. 1878)
- 17 luglio - Nicola II di Russia, sovrano russo (n. 1868)
- 17 luglio - Aleksej Nikolaevič Romanov, nobile russo (n. 1904)
- 17 luglio - Aleksandra Fëdorovna Romanova, nobile tedesca (n. 1872)
- 17 luglio - Anastasija Nikolaevna Romanova, nobile e santa russa (n. 1901)
- 17 luglio - Marija Nikolaevna Romanova, nobile e santa russa (n. 1899)
- 17 luglio - Ol'ga Nikolaevna Romanova, nobile e santa russa (n. 1895)
- 17 luglio - Tat'jana Nikolaevna Romanova, nobile e santa russa (n. 1897)
- 17 luglio - Aleksej Egorovič Trupp, russo (n. 1856)
- 18 luglio - Gian Giacomo Cavazzi della Somaglia, politico e nobile italiano (n. 1869)
- 18 luglio - Elisabetta d'Assia-Darmstadt, nobile e religiosa tedesca (n. 1864)
- 18 luglio - Varvara Jakovleva, religiosa e santa russa (n. 1880)
- 18 luglio - Vladimir Pavlovič Palej, poeta e santo russo (n. 1897)
- 18 luglio - Igor' Konstantinovič Romanov, nobile russo (n. 1894)
- 18 luglio - Ivan Konstantinovič Romanov, nobile russo (n. 1886)
- 18 luglio - Konstantin Konstantinovič Romanov, nobile russo (n. 1891)
- 18 luglio - Sergej Michajlovič Romanov, nobile russo (n. 1869)
- 19 luglio - Gabriele Ambrosio, scultore italiano (n. 1844)
- 19 luglio - Marinella Bragaglia, attrice teatrale italiana (n. 1886)
- 19 luglio - Neera, scrittrice italiana (n. 1846)
- 20 luglio - Michele Allasia, aviatore italiano (n. 1895)
- 20 luglio - Carlo Catani, ingegnere italiano (n. 1852)
- 21 luglio - Carlo Monari, scultore e patriota italiano (n. 1831)
- 22 luglio - Manuel González Prada, scrittore, critico letterario e politico peruviano (n. 1848)
- 22 luglio - István Mudin, discobolo, multiplista e pesista ungherese (n. 1881)
- 25 luglio - Carlos Guido y Spano, poeta argentino (n. 1827)
- 26 luglio - Henry Macintosh, velocista britannico (n. 1892)
- 26 luglio - Edward Mannock, aviatore britannico (n. 1887)
- 26 luglio - Franziska zu Reventlow, scrittrice, pittrice e traduttrice tedesca (n. 1871)
- 27 luglio - Thomas Audo, arcivescovo cattolico e filologo iracheno (n. 1855)
- 28 luglio - Luigi Michelet, militare italiano (n. 1896)
- 29 luglio - Charles Gordon Bell, aviatore britannico (n. 1889)
- 30 luglio - John Cowell, militare e aviatore britannico (n. 1889)
- 30 luglio - Hermann von Eichhorn, generale prussiano (n. 1848)
- 30 luglio - Fernand Faroux, calciatore francese (n. 1887)
- 30 luglio - Romano Mignini, scultore italiano (n. 1856)
- 30 luglio - Romolo Onor, agronomo italiano (n. 1880)
- 30 luglio - Chaim Soloveitchik, rabbino e educatore bielorusso (n. 1853)
- 31 luglio - Frank Linke-Crawford, aviatore austro-ungarico (n. 1893)
- 31 luglio - Jacques-Emile Sontag, arcivescovo cattolico e missionario francese (n. 1869)

## Agosto(53)
- 1º agosto - Carlo Citerni, generale e esploratore italiano (n. 1873)
- 1º agosto - Carlo Dell'Acqua, politico e imprenditore italiano (n. 1848)
- 1º agosto - Adolfo Leris, funzionario e politico italiano (n. 1843)
- 2 agosto - George Leslie Drewry, militare britannico (n. 1894)
- 2 agosto - Martin Krause, pianista e critico musicale tedesco (n. 1853)
- 3 agosto - Albert Hahn, artista e fumettista olandese (n. 1877)
- 3 agosto - Hugo II Logothetti, diplomatico e politico austriaco (n. 1852)
- 4 agosto - Bartolomeo Arrigoni, aviatore e militare italiano (n. 1890)
- 4 agosto - Filippo Mola, pittore italiano (n. 1849)
- 4 agosto - Murad di Sebastia, politico, militare e rivoluzionario armeno (n. 1874)
- 5 agosto - Peter Strasser, dirigibilista tedesco (n. 1876)
- 7 agosto - Aldo Colombo, calciatore italiano (n. 1886)
- 8 agosto - John Bernard Croak, militare canadese (n. 1892)
- 8 agosto - Filippo Masperi, generale italiano (n. 1863)
- 8 agosto - Michel Zévaco, romanziere e giornalista francese (n. 1860)
- 9 agosto - Ambrogio di Sarapul, vescovo ortodosso russo (n. 1867)
- 9 agosto - Marianna Cope, religiosa statunitense (n. 1838)
- 10 agosto - Achille Borghi, generale italiano (n. 1858)
- 10 agosto - Alfred Haines, aviatore inglese (n. 1898)
- 10 agosto - Erich Löwenhardt, aviatore tedesco (n. 1897)
- 10 agosto - Will Thompson, arciere statunitense (n. 1848)
- 11 agosto - Luigi Majnoni d'Intignano, politico italiano (n. 1841)
- 11 agosto - Hans Martin Pippart, militare e aviatore tedesco (n. 1888)
- 12 agosto - Anna Held, attrice e cantante polacca (n. 1872)
- 13 agosto - Luther Gulick, insegnante e dirigente sportivo statunitense (n. 1865)
- 13 agosto - Mauro Jatta, batteriologo e chimico italiano (n. 1867)
- 14 agosto - Johannes Lohs, militare tedesco (n. 1889)
- 15 agosto - Giuseppe Guarnieri, medico italiano (n. 1857)
- 15 agosto - Peter Gast, compositore tedesco (n. 1854)
- 16 agosto - Marcello Arlotta, militare italiano (n. 1886)
- 16 agosto - Luigi Sommariva, militare e aviatore italiano (n. 1892)
- 18 agosto - Julio Calcaño, scrittore, critico letterario e giornalista venezuelano (n. 1840)
- 18 agosto - Johann Coaz, ingegnere, topografo e alpinista svizzero (n. 1822)
- 18 agosto - Ismania Nugent, nobildonna irlandese (n. 1838)
- 21 agosto - Orville Gibson, liutaio statunitense (n. 1856)
- 22 agosto - Korbinian Brodmann, neurologo tedesco (n. 1868)
- 22 agosto - Alfred Cheetham, esploratore, marinaio e militare britannico (n. 1867)
- 22 agosto - Francesco Santamaria-Nicolini, politico italiano (n. 1830)
- 23 agosto - Aleksej Chvostov, politico russo (n. 1872)
- 25 agosto - Joseph Bertrand, nuotatore e pallanuotista francese (n. 1877)
- 26 agosto - William Carrall Hilborn, aviatore canadese (n. 1898)
- 26 agosto - Pietro Maria Rocca, storico italiano (n. 1847)
- 28 agosto - Erich Cohn, scacchista tedesco (n. 1884)
- 28 agosto - Egidio Gorra, filologo e critico letterario italiano (n. 1861)
- 29 agosto - Max Dauthendey, scrittore tedesco (n. 1867)
- 29 agosto - Cecil Healy, nuotatore australiano (n. 1881)
- 30 agosto - James Donald Cameron, politico statunitense (n. 1833)
- 30 agosto - Albert Loefgren, botanico svedese (n. 1854)
- 30 agosto - Moisej Solomonovič Urickij, politico e rivoluzionario russo (n. 1873)
- 31 agosto - Joseph Brugère, generale francese (n. 1841)
- 31 agosto - André-Louis Cholesky, matematico e militare francese (n. 1875)
- 31 agosto - Francis Cromie, ufficiale irlandese (n. 1882)
- 31 agosto - Josef Pürer, aviatore austro-ungarico (n. 1894)

## Settembre(43)
- 1º settembre - Giovan Pietro Grimaldi, fisico italiano (n. 1860)
- 2 settembre - John Forrest, esploratore australiano (n. 1847)
- 2 settembre - Julius Tafel, chimico tedesco (n. 1862)
- 2 settembre - Georg von Waldburg-Zeil, principe e militare tedesco (n. 1867)
- 3 settembre - Arnaldo Berni, militare italiano (n. 1894)
- 3 settembre - Fanja Kaplan, rivoluzionaria e attivista russa (n. 1890)
- 4 settembre - Anastasija Gendrikova, nobildonna russa (n. 1887)
- 4 settembre - Ekaterina Šnejder, insegnante russa (n. 1856)
- 7 settembre - Carlo Esterle, ingegnere italiano (n. 1853)
- 7 settembre - William Hutchinson, attore scozzese (n. 1869)
- 7 settembre - Francis Silas Marean Chatard, vescovo cattolico statunitense (n. 1834)
- 7 settembre - Raffaele Palizzolo, politico italiano (n. 1843)
- 7 settembre - Peter Ludwig Mejdell Sylow, matematico norvegese (n. 1832)
- 8 settembre - Johann Baptist Jordan, presbitero tedesco (n. 1848)
- 10 settembre - Carl Peters, esploratore, politico e scrittore tedesco (n. 1856)
- 12 settembre - George Reid, politico britannico (n. 1845)
- 13 settembre - Edoardo di Anhalt, duca (n. 1861)
- 14 settembre - Edward Weston, arciere statunitense (n. 1846)
- 15 settembre - Decio Guicciardi, commediografo italiano (n. 1870)
- 17 settembre - John Murphy Farley, cardinale e arcivescovo cattolico irlandese (n. 1842)
- 17 settembre - Egidio Raimondo Maccanti, presbitero italiano (n. 1876)
- 18 settembre - Roger Basset, tiratore di fune francese (n. 1881)
- 19 settembre - Péter Pan, militare austro-ungarico (n. 1897)
- 19 settembre - Louis Tribondeau, medico francese (n. 1872)
- 20 settembre - Erik di Svezia, principe svedese (n. 1889)
- 20 settembre - Step'an Šahowmyan, politico armeno (n. 1878)
- 20 settembre - Məşədi Əzizbəyov, politico azero (n. 1876)
- 22 settembre - Paolo Spingardi, generale, politico e dirigente sportivo italiano (n. 1845)
- 23 settembre - Giuseppe Fraccaroli, filologo classico, grecista e traduttore italiano (n. 1849)
- 23 settembre - Georg Gaffky, medico tedesco (n. 1850)
- 23 settembre - Nikolaj Aleksandrovič Klodt von Jurgensburg, pittore e scenografo russo (n. 1865)
- 23 settembre - Marie Lenéru, scrittrice e drammaturga francese (n. 1875)
- 23 settembre - Vitaliano Poselli, architetto italiano (n. 1840)
- 23 settembre - Pellegrino Francesco Stagni, arcivescovo cattolico italiano (n. 1859)
- 25 settembre - Guido Alberti, calciatore italiano (n. 1897)
- 25 settembre - Michail Vasil'evič Alekseev, generale russo (n. 1857)
- 27 settembre - Joe Dines, calciatore inglese (n. 1886)
- 28 settembre - True Boardman, attore statunitense (n. 1880)
- 28 settembre - Eduard von Keyserling, scrittore tedesco (n. 1855)
- 28 settembre - Keni Liptzin, attrice russa (n. 1863)
- 28 settembre - Georg Simmel, sociologo e filosofo tedesco (n. 1858)
- 29 settembre - Giuseppe Franchi Maggi, militare italiano (n. 1890)
- 29 settembre - Frank Luke, aviatore e ufficiale statunitense (n. 1897)

## Ottobre(105)
- 1º ottobre - Evelyn Boscawen, VII visconte Falmouth, nobile e generale inglese (n. 1847)
- 1º ottobre - Giampietro Chironi, giurista e politico italiano (n. 1855)
- 2 ottobre - Christian Otto Mohr, ingegnere tedesco (n. 1835)
- 3 ottobre - Casimir de Candolle, botanico svizzero (n. 1836)
- 3 ottobre - Fritz Höhn, militare e aviatore tedesco (n. 1896)
- 3 ottobre - Wallace McCutcheon, regista statunitense (n. 1858)
- 3 ottobre - Sumer Singh, indiano (n. 1898)
- 4 ottobre - Vasilij Vasil'evič Bervi-Flerovskij, sociologo, scrittore e rivoluzionario russo (n. 1829)
- 4 ottobre - Giuseppe Ferrino, calciatore italiano (n. 1890)
- 4 ottobre - Nikolaj Skrydlov, ammiraglio russo (n. 1844)
- 4 ottobre - Pietro Vigo, scrittore e storico italiano (n. 1856)
- 5 ottobre - Augusto Agabiti, teosofo italiano (n. 1879)
- 5 ottobre - Gino Allegri, militare e aviatore italiano (n. 1893)
- 5 ottobre - Roland Garros, aviatore francese (n. 1888)
- 5 ottobre - Johannes Kohtz, compositore di scacchi tedesco (n. 1843)
- 5 ottobre - Robert Ross, critico letterario e giornalista canadese (n. 1869)
- 6 ottobre - Arthur O'Hara Wood, tennista australiano (n. 1890)
- 7 ottobre - Filippo Mazzoccolo, scrittore italiano (n. 1861)
- 7 ottobre - Hubert Parry, compositore e docente inglese (n. 1848)
- 7 ottobre - Giuseppe Toniolo, economista e sociologo italiano (n. 1845)
- 8 ottobre - Károly Aggházy, pianista e compositore ungherese (n. 1855)
- 8 ottobre - Saturnino Herrán, pittore messicano (n. 1887)
- 9 ottobre - Hanns Braun, velocista e mezzofondista tedesco (n. 1886)
- 9 ottobre - Raymond Duchamp-Villon, scultore francese (n. 1876)
- 10 ottobre - Samuel Biarnay, orientalista francese (n. 1879)
- 10 ottobre - Elisabeth Bürstenbinder, scrittrice tedesca (n. 1838)
- 10 ottobre - María Catalina Irigoyen Echegaray, religiosa spagnola (n. 1848)
- 11 ottobre - Henri Tauzin, ostacolista francese (n. 1879)
- 13 ottobre - Rhoda de Bellegarde de Saint Lary, tennista italiana (n. 1890)
- 13 ottobre - Gerrit Engelke, scrittore tedesco (n. 1890)
- 13 ottobre - Morton Schamberg, pittore e fotografo statunitense (n. 1881)
- 15 ottobre - Antonio Cotogni, baritono italiano (n. 1831)
- 15 ottobre - Georg Albrecht Klebs, botanico tedesco (n. 1857)
- 15 ottobre - Shirdi Sai Baba, mistico indiano (n. 1838)
- 16 ottobre - Felix Arndt, compositore e pianista statunitense (n. 1889)
- 16 ottobre - Gayle Dull, mezzofondista e siepista statunitense (n. 1883)
- 16 ottobre - Hector Schnitzer, calciatore e militare italiano (n. 1889)
- 17 ottobre - Carlo Colombo, medico e educatore italiano (n. 1869)
- 17 ottobre - Alfonso Garofalo, imprenditore e politico italiano (n. 1852)
- 17 ottobre - Luigi Nono, pittore italiano (n. 1850)
- 17 ottobre - Malak Hifni Nasif, attivista egiziana (n. 1886)
- 18 ottobre - Fritz Otto Bernert, militare e aviatore tedesco (n. 1893)
- 18 ottobre - Radko Dimitriev, generale bulgaro (n. 1859)
- 18 ottobre - Koloman Moser, pittore, designer e decoratore austriaco (n. 1868)
- 18 ottobre - Davide Okelo e Gildo Irwa, beato ugandese (n. 1900)
- 18 ottobre - Nikolaj Vladimirovič Ruzskij, generale russo (n. 1854)
- 19 ottobre - Harold Lockwood, attore statunitense (n. 1887)
- 19 ottobre - Umberto di Savoia-Aosta, militare e nobile italiano (n. 1889)
- 19 ottobre - Charles-François Turinaz, arcivescovo cattolico francese (n. 1838)
- 21 ottobre - Carlo Bontemps, militare e patriota italiano (n. 1843)
- 22 ottobre - Dmitrij Ivanovič Dubjago, astrofisico e astronomo russo (n. 1849)
- 22 ottobre - Myrtle Gonzalez, attrice statunitense (n. 1891)
- 22 ottobre - Oreste Mazzia, calciatore italiano (n. 1883)
- 22 ottobre - Vittorio Schiavon, pittore italiano (n. 1861)
- 22 ottobre - Francesco Todaro, anatomista, politico e ittiologo italiano (n. 1839)
- 22 ottobre - Lluïsa Vidal i Puig, pittrice spagnola (n. 1876)
- 23 ottobre - John H. Collins, regista e sceneggiatore statunitense (n. 1889)
- 23 ottobre - Achille Graziani, archeologo italiano (n. 1839)
- 23 ottobre - Giovanni Rabizzani, scrittore, poeta e traduttore italiano (n. 1884)
- 23 ottobre - Leopoldo Torlonia, politico italiano (n. 1853)
- 24 ottobre - Alberto Cadlolo, militare italiano (n. 1899)
- 24 ottobre - Pasquale Janniello, militare italiano (n. 1891)
- 24 ottobre - Charles Lecocq, compositore francese (n. 1832)
- 24 ottobre - Pietro Paolo Camillo Moreschini, arcivescovo cattolico italiano (n. 1858)
- 24 ottobre - Mario Nannini, pittore italiano (n. 1895)
- 24 ottobre - César Ritz, imprenditore svizzero (n. 1850)
- 24 ottobre - Romano Valori, pittore italiano (n. 1886)
- 24 ottobre - Georg von Waldstätten, generale austro-ungarico (n. 1837)
- 24 ottobre - Daniel Burley Woolfall, giurista e dirigente sportivo britannico (n. 1852)
- 24 ottobre - Einar Zangenberg, attore, regista e sceneggiatore danese (n. 1882)
- 25 ottobre - Berardo Berardi, cantante lirico italiano (n. 1878)
- 25 ottobre - Annunzio Cervi, poeta e patriota italiano (n. 1892)
- 25 ottobre - Zsigmond Quittner, architetto ungherese (n. 1859)
- 25 ottobre - Amadeo de Souza-Cardoso, pittore portoghese (n. 1887)
- 26 ottobre - Antonio Allegretti, scultore italiano (n. 1840)
- 26 ottobre - Oliver von Beaulieu-Marconnay, aviatore e ufficiale tedesco (n. 1898)
- 26 ottobre - Vittorio Leonardi, militare italiano (n. 1895)
- 26 ottobre - Vincenzo Zerboglio, militare italiano (n. 1898)
- 27 ottobre - DeWitt Coleman, aviatore e militare statunitense (n. 1892)
- 27 ottobre - Pietro Crespi, militare italiano (n. 1897)
- 27 ottobre - Franco Michelini Tocci, militare italiano (n. 1899)
- 27 ottobre - Aleksandr Dmitrievič Protopopov, politico russo (n. 1866)
- 27 ottobre - Angelo Tognali, militare italiano (n. 1897)
- 28 ottobre - Michel Coiffard, militare e aviatore francese (n. 1893)
- 28 ottobre - Vincenzo Contratti, militare e aviatore italiano (n. 1894)
- 28 ottobre - Ulisse Dini, matematico e politico italiano (n. 1845)
- 28 ottobre - Albert Hastings Markham, esploratore britannico (n. 1841)
- 28 ottobre - Emilio Rolla, militare italiano (n. 1890)
- 28 ottobre - Francesco Tonolini, militare italiano (n. 1880)
- 28 ottobre - Louise Vale, attrice statunitense (n. 1881)
- 28 ottobre - Richard Zander, anatomista tedesco (n. 1855)
- 29 ottobre - Ugo Bartolomei, militare italiano (n. 1899)
- 29 ottobre - Silvio Palli, militare e aviatore italiano (n. 1896)
- 29 ottobre - Eleonoro Pasini, politico italiano (n. 1836)
- 29 ottobre - Rudolf Tobias, compositore estone (n. 1873)
- 29 ottobre - Lodovico Valtorta, militare italiano (n. 1893)
- 29 ottobre - Paul West, sceneggiatore statunitense (n. 1871)
- 29 ottobre - Maurizio Zanfarino, militare italiano (n. 1895)
- 30 ottobre - Aleksandr Bagration-Mukhrani, militare georgiano (n. 1853)
- 30 ottobre - Giulio Lusi, militare italiano (n. 1899)
- 30 ottobre - Augustus Paget, aviatore britannico (n. 1898)
- 31 ottobre - Théophile Laforge, violista francese (n. 1863)
- 31 ottobre - Egon Schiele, pittore e incisore austriaco (n. 1890)
- 31 ottobre - Carmine Senise, prefetto e politico italiano (n. 1836)
- 31 ottobre - István Tisza, politico ungherese (n. 1861)

## Novembre(70)
- 1º novembre - Augusto Mussini, pittore italiano (n. 1870)
- 1º novembre - Vladimir Vasil'evič Smirnov, generale russo (n. 1849)
- 1º novembre - Janko Vuković de Podkapelski, ammiraglio austro-ungarico (n. 1871)
- 2 novembre - Raffaele Libroia, militare italiano (n. 1894)
- 3 novembre - Aleksandr Michajlovič Ljapunov, matematico e fisico russo (n. 1857)
- 4 novembre - Achille Balsamo di Loreto, militare italiano (n. 1899)
- 4 novembre - Carlo Citarella, militare italiano (n. 1899)
- 4 novembre - Attilio Del Gobbo, patriota italiano (n. 1898)
- 4 novembre - Alexander Hansa, ammiraglio austriaco (n. 1863)
- 4 novembre - Charles A. Kell, militare statunitense (n. 1894)
- 4 novembre - Rocco Bruno Murizzi, scultore italiano (n. 1840)
- 4 novembre - Wilfred Owen, poeta e militare britannico (n. 1893)
- 4 novembre - Alberto Riva Villa Santa, militare italiano (n. 1900)
- 4 novembre - Andrew Dickson White, diplomatico e storico statunitense (n. 1832)
- 5 novembre - Samuel Liddell MacGregor Mathers, esoterista e scrittore britannico (n. 1854)
- 5 novembre - William Shea, attore britannico (n. 1856)
- 5 novembre - Otto Warth, architetto e docente tedesco (n. 1845)
- 6 novembre - Ernesto Breda, ingegnere e imprenditore italiano (n. 1852)
- 6 novembre - Giuseppe Manfredi, magistrato, politico e patriota italiano (n. 1828)
- 6 novembre - Wally Moes, pittrice olandese (n. 1856)
- 6 novembre - Arthur Wear, tennista statunitense (n. 1880)
- 7 novembre - Wilfred Bartrop, calciatore inglese (n. 1887)
- 7 novembre - Ol'ga Vladimirovna Rozanova, artista e pittrice russa (n. 1886)
- 8 novembre - Vittorio Luigi Alfieri, generale e politico italiano (n. 1863)
- 9 novembre - Guillaume Apollinaire, poeta, scrittore e critico d'arte francese (n. 1880)
- 9 novembre - Albert Ballin, imprenditore tedesco (n. 1857)
- 9 novembre - Charles Géronimi, calciatore francese (n. 1895)
- 9 novembre - Peter Stark Lumsden, militare britannico (n. 1829)
- 9 novembre - Hans Heinrich Georg Queckenstedt, neurologo tedesco (n. 1876)
- 11 novembre - Victor Adler, politico austriaco (n. 1852)
- 11 novembre - Emilio Mantelli, pittore e incisore italiano (n. 1884)
- 11 novembre - Herman David Weber, medico e numismatico tedesco (n. 1823)
- 11 novembre - Rudolf Weber, aviatore austro-ungarico (n. 1890)
- 12 novembre - Aleksej Ermolaevič Ėvert, generale russo (n. 1857)
- 14 novembre - Maksim Alekseevič Antonovič, filosofo e giornalista russo (n. 1835)
- 14 novembre - George Francis Atkinson, botanico, micologo e aracnologo statunitense (n. 1854)
- 14 novembre - Seumas O'Kelly, scrittore, drammaturgo e giornalista irlandese
- 14 novembre - Robert Anderson Van Wyck, politico statunitense (n. 1849)
- 16 novembre - Johan Henrik Deuntzer, politico danese (n. 1845)
- 16 novembre - Ludovico de Filippi, marinaio e aviatore italiano (n. 1872)
- 16 novembre - Albijn Van den Abeele, pittore belga (n. 1835)
- 18 novembre - Oreste Pasquarelli, fotografo e inventore italiano (n. 1846)
- 19 novembre - Cristoforo Alasia, matematico italiano (n. 1869)
- 19 novembre - Joseph Fielding Smith, missionario statunitense (n. 1838)
- 20 novembre - John Bauer, pittore e illustratore svedese (n. 1882)
- 20 novembre - Johann Brotan, ingegnere meccanico austriaco (n. 1843)
- 20 novembre - Auguste Lepère, incisore, illustratore e pittore francese (n. 1849)
- 22 novembre - Rose Cleveland, first lady statunitense (n. 1846)
- 22 novembre - William Dempster Hoard, politico e editore statunitense (n. 1836)
- 23 novembre - Fritz von Below, generale tedesco (n. 1853)
- 24 novembre - Dudley John Beaumont, ufficiale e pittore inglese (n. 1877)
- 24 novembre - Ferdinando Gabotto, storico italiano (n. 1866)
- 24 novembre - Baldassarre Mazzucchelli, militare italiano (n. 1872)
- 25 novembre - Luigi Domenico Galeazzi, avvocato e politico italiano (n. 1837)
- 26 novembre - Andrée e Suzanne Lumière, attrice francese (n. 1894)
- 26 novembre - 'Anaseini Takipō, regina tongana (n. 1893)
- 26 novembre - Zainal Abidin III di Terengganu, sovrano malese (n. 1866)
- 27 novembre - Belfort Duarte, calciatore, allenatore di calcio e dirigente sportivo brasiliano (n. 1883)
- 27 novembre - Bohumil Kubišta, pittore e critico d'arte ceco (n. 1884)
- 28 novembre - Giuseppe Ellena, militare italiano (n. 1839)
- 28 novembre - Daniel Hug, calciatore e allenatore di calcio svizzero (n. 1884)
- 28 novembre - Gegham Ter-Karapetian, scrittore, educatore e scrittore armeno (n. 1865)
- 29 novembre - Lucien Adam, linguista francese (n. 1833)
- 29 novembre - Johannes Joseph Koppes, vescovo cattolico lussemburghese (n. 1843)
- 29 novembre - Antonio Gastone d'Orléans-Braganza, militare e aviatore brasiliano (n. 1881)
- 29 novembre - Elena Raffalovich, pedagogista russa (n. 1842)
- 29 novembre - Raffaele de Cesare, storico, giornalista e politico italiano (n. 1845)
- 30 novembre - Paul Demeny, poeta francese (n. 1844)
- 30 novembre - Karl Petrovič Jessen, ammiraglio russo (n. 1852)
- 30 novembre - Scipione Ronchetti, politico italiano (n. 1846)

## Dicembre(50)
- 1º dicembre - Margit Kaffka, scrittrice ungherese (n. 1880)
- 1º dicembre - Margherita Kaiser Parodi, infermiera italiana (n. 1897)
- 2 dicembre - Edmond Rostand, poeta e drammaturgo francese (n. 1868)
- 3 dicembre - Augusto Bianchi, generale italiano (n. 1867)
- 3 dicembre - Pierre Biétry, sindacalista e politico francese (n. 1872)
- 3 dicembre - Heinrich Hermann Fitting, giurista tedesco (n. 1831)
- 4 dicembre - Angelo Berardi, aviatore e militare italiano (n. 1887)
- 4 dicembre - Marie Bonnevial, insegnante e attivista francese (n. 1841)
- 4 dicembre - Vincenzo Cervello, medico italiano (n. 1854)
- 4 dicembre - Victor Léonard Michiel, generale belga (n. 1851)
- 6 dicembre - Hendrik Enno Boeke, mineralogista e chimico olandese (n. 1881)
- 6 dicembre - Cecil Chesterton, giornalista e opinionista inglese (n. 1879)
- 6 dicembre - Charles Gunn, attore statunitense (n. 1883)
- 7 dicembre - Luigi Cavenaghi, restauratore e pittore italiano (n. 1844)
- 7 dicembre - Günther von Saar, alpinista, medico e insegnante austriaco (n. 1878)
- 8 dicembre - Josip Stadler, arcivescovo cattolico croato (n. 1843)
- 10 dicembre - Willis George Emerson, scrittore e politico statunitense (n. 1856)
- 11 dicembre - Ivan Cankar, scrittore e poeta sloveno (n. 1876)
- 11 dicembre - Giulio Tonti, cardinale e arcivescovo cattolico italiano (n. 1844)
- 12 dicembre - James Cowan, calciatore e allenatore di calcio scozzese (n. 1868)
- 12 dicembre - Carlo Sutermeister, imprenditore e ingegnere svizzero (n. 1847)
- 12 dicembre - William Wolbert, regista, attore e sceneggiatore statunitense (n. 1883)
- 13 dicembre - André Corvington, schermidore haitiano (n. 1877)
- 13 dicembre - Nikolaj Nikolaevič Figner, tenore russo (n. 1857)
- 13 dicembre - Emory Speer, giudice e politico statunitense (n. 1848)
- 14 dicembre - Sidónio Pais, politico portoghese (n. 1872)
- 15 dicembre - Salvatore Farina, scrittore e giornalista italiano (n. 1846)
- 17 dicembre - Domenico Zappettini, pittore e decoratore italiano (n. 1880)
- 18 dicembre - Alfred Scott-Gatty, compositore e genealogista britannico (n. 1847)
- 19 dicembre - Guardino Colleoni, imprenditore e politico italiano (n. 1843)
- 20 dicembre - Ali bin Hamud di Zanzibar, sultano tanzaniano (n. 1884)
- 20 dicembre - Ercole Vaser, attore italiano (n. 1860)
- 21 dicembre - Hobey Baker, hockeista su ghiaccio statunitense (n. 1892)
- 21 dicembre - Konrad zu Hohenlohe-Schillingsfürst, politico austriaco (n. 1863)
- 22 dicembre - Charles Edward Perugini, pittore inglese (n. 1839)
- 23 dicembre - Ludovico Gavotti, arcivescovo cattolico italiano (n. 1868)
- 23 dicembre - Thérèse Schwartze, pittrice olandese (n. 1851)
- 24 dicembre - Ernest Masters, aviatore inglese (n. 1899)
- 25 dicembre - Sandro Collino, dirigente sportivo e calciatore italiano (n. 1892)
- 25 dicembre - Edvige Reinach, attrice italiana (n. 1869)
- 26 dicembre - German Aleksandrovič Lopatin, scrittore e rivoluzionario russo (n. 1845)
- 27 dicembre - Biagio Chiara, poeta, traduttore e critico letterario italiano (n. 1880)
- 27 dicembre - Rudolf Kobert, farmacologo tedesco (n. 1854)
- 27 dicembre - Carl Schlechter, scacchista austriaco (n. 1874)
- 28 dicembre - Olavo Bilac, giornalista, poeta e scrittore brasiliano (n. 1865)
- 28 dicembre - Federico Schianchi, pittore italiano (n. 1858)
- 29 dicembre - Otto Crusius, filologo classico tedesco (n. 1857)
- 30 dicembre - Aroldo Bonzagni, pittore italiano (n. 1887)
- 31 dicembre - Vincenzo Verzeni, serial killer italiano (n. 1849)
- 31 dicembre - Friedrich Ritter von Röth, militare e aviatore tedesco (n. 1893)

## Senza giorno specificato(72)
- Mirza Abdollah, musicista iraniano (n. 1843)
- Louis Abel-Truchet, pittore francese (n. 1857)
- George Alexander, attore teatrale inglese (n. 1858)
- John White Alexander, illustratore statunitense (n. 1856)
- Alessandro Altamura, pittore italiano (n. 1856)
- Knud Andersen, zoologo danese (n. 1867)
- Giovanni Anfossi, geografo italiano (n. 1876)
- Arakaki Seishō, artista marziale e maestro di karate giapponese (n. 1840)
- Jakub Arbes, scrittore ceco (n. 1840)
- Francis Bannerman VI, imprenditore statunitense (n. 1851)
- John James Bentley, allenatore di calcio e calciatore inglese (n. 1860)
- Henri Berthelier, violinista e docente francese (n. 1856)
- Camille Biot, medico francese (n. 1850)
- Adriana Bisi Fabbri, pittrice italiana (n. 1881)
- Giuseppe Boschetto, pittore italiano (n. 1841)
- Ignacio A. Bravo, generale messicano (n. 1835)
- William Wilfred Campbell, poeta canadese (n. 1858)
- Enrico Caporali, filosofo italiano (n. 1838)
- Clovis Cazes, pittore francese (n. 1883)
- Jean Charlet-Straton, alpinista francese (n. 1840)
- Tebaldo Checchi, attore teatrale, diplomatico e scrittore italiano
- Lorenzo Costa, presbitero e drammaturgo italiano (n. 1856)
- Eugenio Camillo Costamagna, giornalista italiano (n. 1864)
- Arthur Cravan, poeta e pugile inglese (n. 1887)
- Dark Cloud, attore cinematografico nativo americano (n. 1861)
- Giulio Dreossi, imprenditore italiano (n. 1846)
- Erasmus Walter Ellis, pittore inglese (n. 1849)
- Francesco Finiguerra, generale italiano (n. 1853)
- Ferdinando Fino, fotografo italiano (n. 1872)
- Umberto Fioravanti, scultore italiano (n. 1882)
- Giovanni Gaggino, armatore e aforista italiano (n. 1846)
- Pedro Gailhard, basso e direttore teatrale francese (n. 1848)
- Wilhelm Gallhof, pittore tedesco (n. 1878)
- Fortunato Galli, scultore italiano (n. 1850)
- Gaourang II del Baguirmi, sovrano
- Michail Michajlovič Golicyn, generale russo (n. 1840)
- Eugène Harcourt, compositore e direttore d'orchestra francese (n. 1861)
- Martin Hartmann, orientalista tedesco (n. 1851)
- Albert Hauck, storico tedesco (n. 1845)
- William Hope Hodgson, scrittore britannico (n. 1877)
- Leonid Ioakimovič Kannegiser, militare russo (n. 1896)
- Waldemar Rosenberger, ingegnere e glottoteta russo (n. 1848)
- Harald Kidde, scrittore danese (n. 1878)
- Manuel Luque, pittore e incisore spagnolo (n. 1854)
- Alois Lutz, pattinatore artistico su ghiaccio austriaco (n. 1898)
- Paul Margueritte, scrittore francese (n. 1860)
- Tadeusz Miciński, scrittore, poeta e drammaturgo polacco (n. 1873)
- Gaston Milhaud, filosofo francese (n. 1858)
- Pavel Ivanovič Miščenko, generale russo (n. 1853)
- Mir Möhsün Nəvvab, pittore, poeta e storico azero (n. 1833)
- Carlo Parmeggiani, scultore italiano (n. 1850)
- Hasan Tahsin Pascià, ufficiale e militare ottomano (n. 1845)
- Augusto Passaglia, scultore italiano (n. 1837)
- Jules Alfred Pierrot Deseilligny, astronomo francese (n. 1868)
- Alfred Plauzeau, pittore francese (n. 1875)
- Luigi Rasi, attore e drammaturgo italiano (n. 1852)
- Giuseppe Ravegnani, pittore, decoratore e scenografo italiano (n. 1832)
- Pietro Sacchi, calciatore italiano (n. 1892)
- Bruno Sacchiero, pittore italiano (n. 1893)
- Carmelo Scardino, generale italiano (n. 1864)
- Franz Albert Seyn, militare russo (n. 1877)
- John Charles Shaw, calciatore inglese (n. 1830)
- August Stange, militare tedesco
- Apollinarija Prokof'evna Suslova, scrittrice russa (n. 1839)
- George S. Talbot, compositore inglese (n. 1875)
- Il'ja Leonidovič Tatiščev, militare e nobile russo (n. 1859)
- Andrea Terzi, pittore e scultore italiano (n. 1842)
- Filippo Tronci, organaro italiano (n. 1848)
- Sotirios Versis, discobolo, pesista e sollevatore greco (n. 1879)
- Donato Vestuti, giornalista italiano (n. 1887)
- Charles Wagner, teologo francese (n. 1852)
- Antonio Winspeare, duca di Salve, politico italiano (n. 1822)